# 赤い袖先
『赤い袖先』（あかいそでさき、原題：옷소매 붉은 끝동）は、2021年11月12日から2022年1月1日まで放送された韓国MBCのテレビドラマ。ジュノの除隊後初の復帰作となる。自身の決めた人生を進もうとする女官と愛よりも政治を優先しなければならなかった国王の切ない宮廷ロマンス。原作はカン・ミガン作の小説『赤い袖先』（옷소매 붉은 끝동）で、日本語訳が2023年に双葉社から出版された。

## あらすじ
幼い見習い女官であるソン・ドギム（イ・セヨン）は、チョ尚宮（パク・ジヨン）の命で王の亡き後宮である暎嬪（ヨンビン）イ氏の住居に弔問しに行った。
幼い世孫であるイ・サン（ジュノ）は英祖には内緒で祖母にあたる亡き暎嬪の住居に向かうが… 。

## キャスト
･()は日本語吹替え版、およびBD版、DVD版の声優。

### メイン
イ・サン（李祘） - ジュノ（2PM、子役：イ・ジュウォン）（声：石川界人 ）
主人公。世孫。後の李氏朝鮮第22代王正祖。
傲慢で完璧主義な性格であるが、父である思悼世子の死が彼の心の痛みとなっていた。
ソン・ドクイム（ドギム）（成徳任）　- イ・セヨン（子役：イ・ソラ）（声：山田唯菜）
ヒロイン。女官。後の正祖の側室である宜嬪ソン氏。
好奇心旺盛で、物語の朗読が得意、麗筆で写本も依頼される。ソ尚宮を師匠として慕い、仲のよい女官仲間との絆を大切にしている。
ホン・ドンロ（ドンノ）（洪徳老）　- カン・フン（子役：チェ・ジョンフ）（声：吉野貴大）
サンの側近。サンの寵愛を利用し、出世街道を渡ろうとする。優しさの裏に冷酷な顔を持つ。
諱はグギョン（國榮）。

### 王室
英祖（ヨンジョ）- イ・ドックァ（声：菊池通武）
李氏朝鮮第21代王。サンの祖父。
普段の姿は優しい祖父の顔をしているが、強権的な力を持つ。触れてはいけない過去がある。
王妃キム氏　- チャン・ヒジン（声：鳥越まあや）
英祖の継室。後の貞純大妃。
聡明で物事の判断に長けている。優れた才能を持つドクイムを気に入る。
恵嬪（ヘビン）ホン氏 - カン・マルグム（声：所河ひとみ）
サンの生母。後の恵慶宮洪氏。
夫・思悼世子の死後、世子嬪から恵嬪の位に封じられた。サンの安全を願っている。
清衍郡主（チョンヨングンジュ） - キム・イオン
サンの長妹。
明るい性格で、ドクイムら女官達と親しく接する。
清璿郡主（チョンソングンジュ） - チョ・スンヒ
サンの次妹。
典型的な王宮の礼儀を守っている女性。
淑儀（スギ）ムン氏 - コ・ハ
英祖の側室。
サンを敵視し、提調尚宮に情報提供している。
和嬪（ファビン）尹（ユン）氏 - イ・ソ
サンの揀択側室。サンの寵愛を得たいがためドクイムに嫉妬する。

### 女官
提調尚宮チョ氏　- パク・ジヨン（声：三浦冴子）
女官長、数百人の女官を率いる宮廷の権力者。
聡明なドクイムに幼い頃から目をかける。サンを敵視し、サンの王位継承を阻止しようと企む。
カン・ウォレ　- ジウン
東宮殿の女官。提調尚宮とは姻戚関係。
後輩であるドクイムに親しく接する。
パク尚宮　- チャ・ミギョン
洗濯房尚宮。ヨンヒの幼い頃からの師匠。
かつては思悼世子の保姆尚宮であった。

### ドクイムの周辺人物
ソ尚宮　- チャン・ヘジン
東宮殿の至密尚宮。
ドクイムの幼い頃からの師匠。ドクイムを実の娘のように養育してきた。
キム・ボギョン　- イ・ミンジ
ドクイムの女官仲間。陽気で活気ある性格、純情で涙もろい。ホン・ドンロを慕う。
ペ・ギョンヒ　- ハ・ユリ
ドクイムの女官仲間。常に冷静な助言をするが情に深い。
ソン・ヨンヒ　- イ・ウンセム
ドクイムの女官仲間。争いを好まず大人しく慎重な性格、自分には取り柄がないと、才能のあるドクイムやギョンヒを羨ましく思う。
ソン・シク　- ヤン・ビョンヨル
幼い頃に生き別れたドクイムの兄。
武士となりドクイムと再会。武官に合格し、最終話では息子（ドクイムの甥）も成人している。
ホン・ダン（洪檀）　- パク・ソギョン
ドンロの妹。後にサンの揀択側室となる元嬪（ウォンビン）洪（ホン）氏。病で早世。諡号はインスク（仁淑）。

### サンの周辺人物
カン・デホ　- オ・デファン
サンの護衛武士。優れた武術の実力を持つ。サンの心強い忠臣。
東宮内官　- ユン・ヒョシク
サンの身の回りを世話する忠臣。
チョン・ジェファ　- ペ・ジェギ
清璿郡主（チョンソングンジュ）の夫。ドゥソンと共に、サンを補佐する。
キム・ドゥソン　- キム・ガンミン
清衍郡主（チョンヨングンジュ）の夫。ジェファと共に、サンを補佐する。
ソ・ゲジュン　- ムン・ジョンテ
少論派の老大臣。サンを補佐する。
シム・フィウォン（沈輝圓）　- キム・ビョンチュン
弘文館（王宮書庫）の副校理。サンに対して無遠慮に諫言する文官。最終話では左議政になっている。

### サンの政敵
ホン・ジョンヨ　- チョ・ヒボン
サンの大叔父。左議政。
サンが自身の言いなりにならないとわかり、サンを陥れようと画策する。
和緩翁主（ファワンオンジュ） - ソ・ヒョリム
英祖の末娘。サンの叔母、思悼世子の妹。
傲慢で、父からの寵愛を誰よりも受けていたい。思悼世子の死後、処罰を恐れてサンを警戒している。
チョン・ペギク - クォン・ヒョンビン
和緩翁主の養子。
庶民であったが、養子にしてくれた翁主に恩義がある。諱はフギョム（厚謙）。

### 特別出演
暎嬪李氏 - ナム・ギエ
英祖の側室。思悼世子の生母。サンの亡祖母。
物語前半で病死。
思悼世子　- ド・サンウ
英祖の嫡男。サンの亡父。
地方官 - ハ・ソクジン
1話、ドクイムが朗読した物語に登場。
市井の老人 - イ・スンジェ
17話（最終話）に登場。

## 視聴率
| 2021年     | 2021年     | 2021年           | 2021年           | 2021年           | 2021年 |
| Ep         | 放送日     | TNMS視聴率       | AGB 視聴率       | AGB 視聴率       |        |
| Ep         | 放送日     | 大韓民国（全国） | 大韓民国（全国） | ソウル（首都圏） |        |
| ---------- | ---------- | ---------------- | ---------------- | ---------------- | ------ |
| 第1話      | 11月12日   | -                | 5.7%             | 5.7%             |        |
| 第2話      | 11月13日   | 4.8%             | 5.6%             | 5.2%             |        |
| 第3話      | 11月19日   | 6.6%             | 7.0%             | 6.3%             |        |
| 第4話      | 11月20日   | 6.3%             | 7.5%             | 7.6%             |        |
| 第5話      | 11月26日   | 6.7%             | 8.8%             | 8.1%             |        |
| 第6話      | 11月27日   | -                | 9.4%             | 8.5%             |        |
| 第7話      | 12月3日    | -                | 10.7%            | 10.5%            |        |
| 第8話      | 12月4日    | 7.8%             | 10.5%            | 10.3%            |        |
| 第9話      | 12月10日   | 8.9%             | 10.9%            | 10.9%            |        |
| 第10話     | 12月11日   | 9.1%             | 10.2%            | 10.2%            |        |
| 第11話     | 12月17日   | 10.8%            | 12.8%            | 12.7%            |        |
| 第12話     | 12月18日   | 10.2%            | 13.3%            | 13.6%            |        |
| 第13話     | 12月24日   | 10.8%            | 12.8%            | 12.8%            |        |
| 第14話     | 12月25日   | -                | 13.0%            | 12.7%            |        |
| 第15話     | 12月25日   | -                | 14.3%            | 13.8%            |        |
| 2022年     |            |                  |                  |                  |        |
| 第16話     | 1月1日     | 12.3%            | 17.0%            | 16.4%            |        |
| 第17話     | 1月1日     | 11.8%            | 17.4%            | 16.8%            |        |
| 平均視聴率 | 平均視聴率 | -                | 10.99%           | 10.71%           |        |

## 日本での放送
日本では、2022年4月16日にCSチャンネルKNTVにて、「赤い袖先」として放送。
2022年3月11日に同チャンネルにて1話と2話が先行放送された（20時00分 - 22時30分、二話連続放送）。韓流プレミアでは2023年9月1日から放送された。
- KNTV：2022年4月16日 - 2022年6月11日（毎週土曜 20時00分 - 22時30分）※二話連続放送
  - 同上：2022年4月22日 - 2022年6月17日（毎週金曜 11時30分 - 14時00分）※再放送、二話連続放送
  - 同上：2022年6月26日 - 2022年8月21日（毎週日曜 14時00分 - 16時30分）※再放送、二話連続放送
- WOWOW：2022年10月28日 - 2022年12月23日（毎週金曜 18時45分 - 21時15分）※二話連続放送
- 衛星劇場：2023年4月27日 - 2023年6月22日 （毎週木曜 23時00分 - 1時30分）※二話連続放送
  - 同上：2022年5月3日 - 2022年6月28日（毎週水曜 13時30分 - 16時00分）※再放送、二話連続放送

（毎週木曜 23時00分 - 1時30分）※二話連続放送
- ホームドラマチャンネル：2023年7月6日[17] - 2023年9月7日[18]（毎週木・金曜 15時00分 - 16時30分）
- テレビ東京：2023年9月1日 - 2023年10月9日（毎週月曜から金曜 8時15分 - 9時11分）※27話版、字幕付き二ヶ国語放送
- テレビ大阪：2023年10月4日 - （毎週月曜から金曜 9時30分 - 10時30分）※27話版、字幕付き二ヶ国語放送
- BSフジ：2023年10月5日 - 2023年11月10日（毎週月曜から金曜 10時00分 - 11時00分）※27話版、字幕付き放送
- テレビ愛知：2023年10月31日 - （毎週月曜から金曜 9時30分 - 10時30分）※27話版、字幕付き二ヶ国語放送
- テレビせとうち：2023年11月6日 - （毎週月曜から金曜 8時00分 - 8時55分）※27話版、字幕付き二ヶ国語放送
- TBSチャンネル1：2024年1月12日 - 2024年1月24日（毎週月曜から金曜 20時30分 - 23時00分）[19] ※二話連続放送
  - 同上：2024年1月27日 - 2024年2月10日（毎週火曜から土曜 3時30分 - 6時00分）※再放送、二話連続放送
- フジテレビTWO：2024年7月16日 - （毎週火曜から土曜 0時00分 - 1時10分）
- サンテレビ：2025年4月1日 - 2025年5月7日（毎週月曜から金曜 13時00分 - 14時00分）※27話版、字幕付き放送
- テレ朝チャンネル1：2025年8月6日 - （毎週水曜・木曜 13時40分 - 16時00分）※17話版、字幕付き放送、二話連続放送
- BSテレ東：2025年8月22日 - （毎週月曜から金曜 10時55分 - 12時00分）※27話版、字幕付き二ヶ国語放送）

## 受賞

### 2021年MBC演技大賞[20]
- 今年のドラマ賞：赤い袖先
- ミニシリーズ部門最優秀賞（男性）：ジュノ（イ・サン役）
- ミニシリーズ部門最優秀賞（女性）：イ・セヨン（ソン・ドギム役）
- ベストカップル賞：ジュノ & イ・セヨン
- 功労賞：イ・ドクファ（英祖役）
- 作家賞：チョン・ヘリ
- 助演賞（女性）：チャン・ヘジン（ソ尚宮役）
- 新人賞（男性）：カン・フン（ホン・ドンロ役）

### 2022放送通信委員会放送大賞
- 最優秀賞[21]